# コアカゲラ
コアカゲラ（小赤啄木鳥、学名：Dryobates minor）は、キツツキ目キツツキ科コアカゲラ属に分類される鳥類の一種である。

## 分布
ユーラシア大陸の亜寒帯から温帯にかけての地域に生息する。生息地では基本的に留鳥である。
日本では、留鳥として北海道に周年生息するが、分布は局地的であり数はあまり多くない。

## 形態
体長約16cm。スズメよりやや大きい程度の小型のキツツキである。

## 分類
本種は以前はアカゲラ属（Dendrocopos）に分類されていたが、遺伝子に基づく研究により現在はコアカゲラ属（Dryobates）に分類されている。

## 生態
落葉広葉樹林や広葉樹の混じった針葉樹林に生息する。群れは形成せず、単独やペアで生活するが、冬季にはシジュウカラ類の群れに混じって行動していることがある。繁殖期には縄張りを形成する。
食性は雑食で、繁殖期には昆虫類（甲虫類の幼虫）などの動物性のものを食べ、非繁殖期には主に果実、種子などの植物性のものを食べる。
繁殖形態は卵生で、樹幹に穴を空けた巣に日本では4-5月に1回に4-6個の卵を産む。雌雄とも抱卵し、育雛も共同で行う。抱卵期間は11-16日。雛は孵化後24-28日程で巣立つ。

## 画像

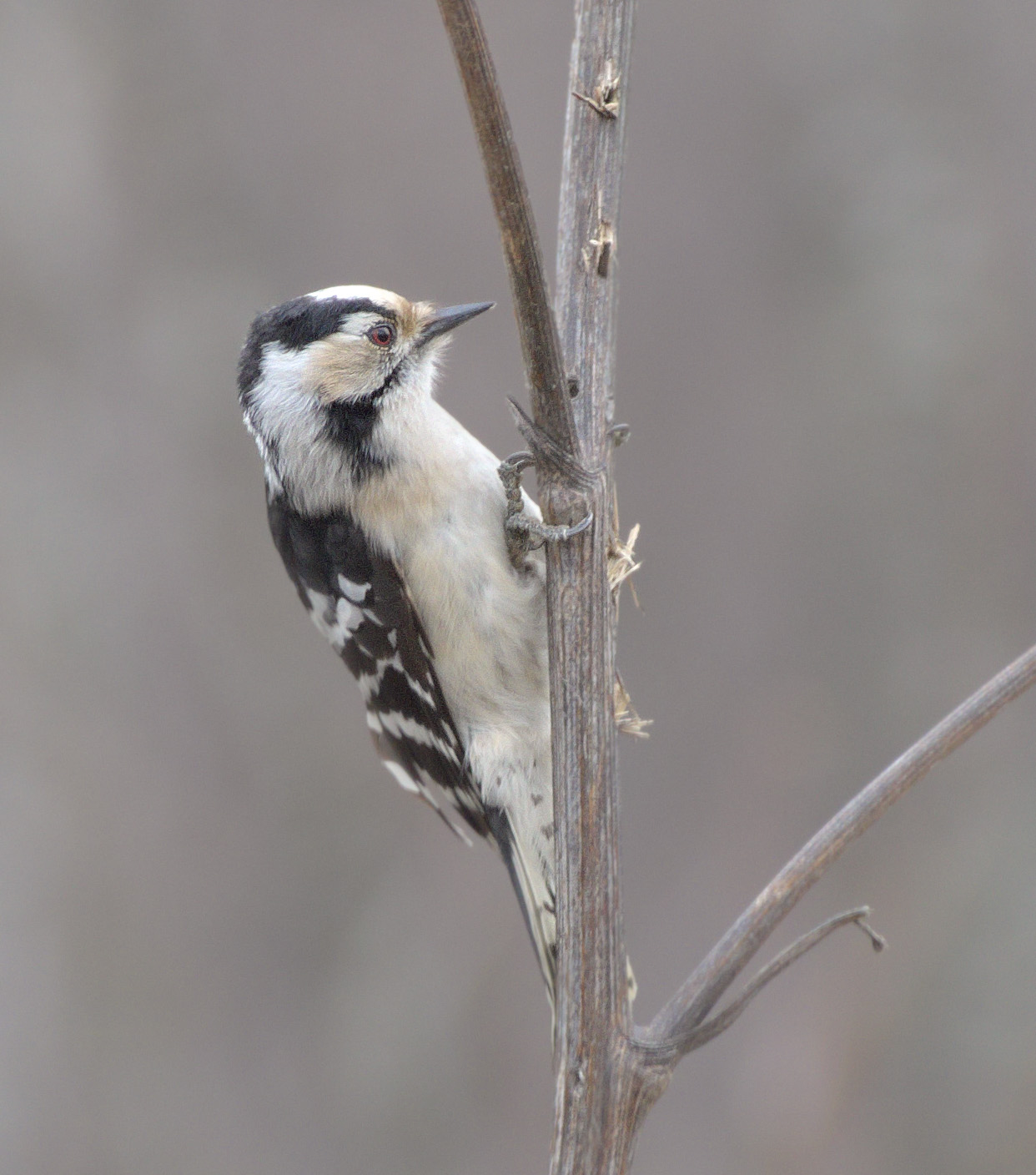
女性
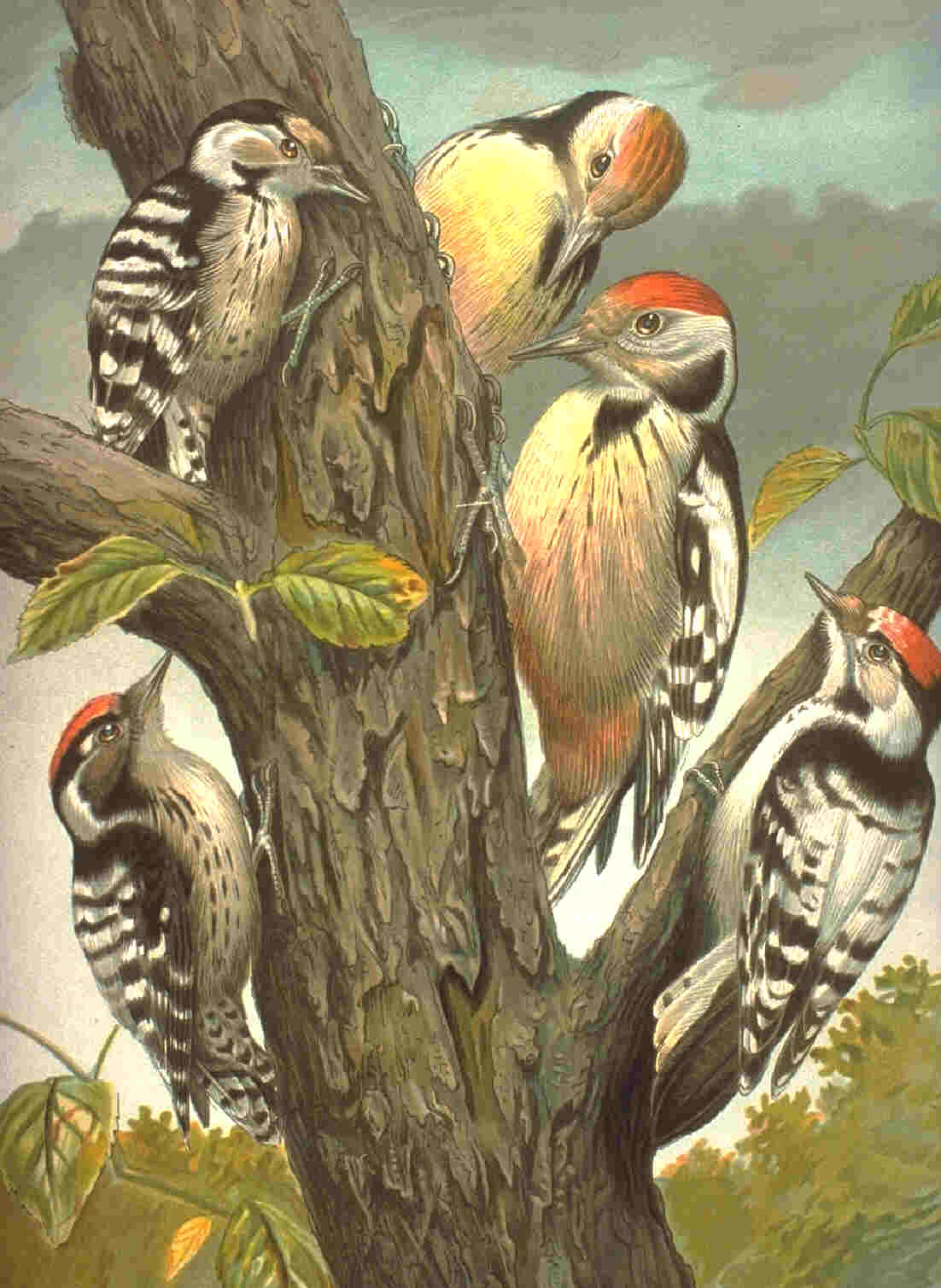
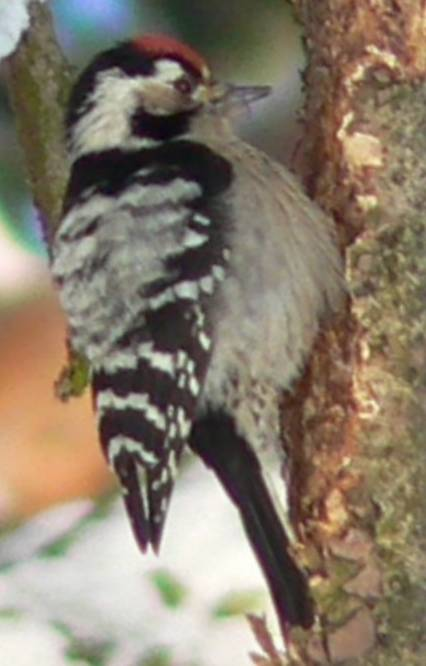
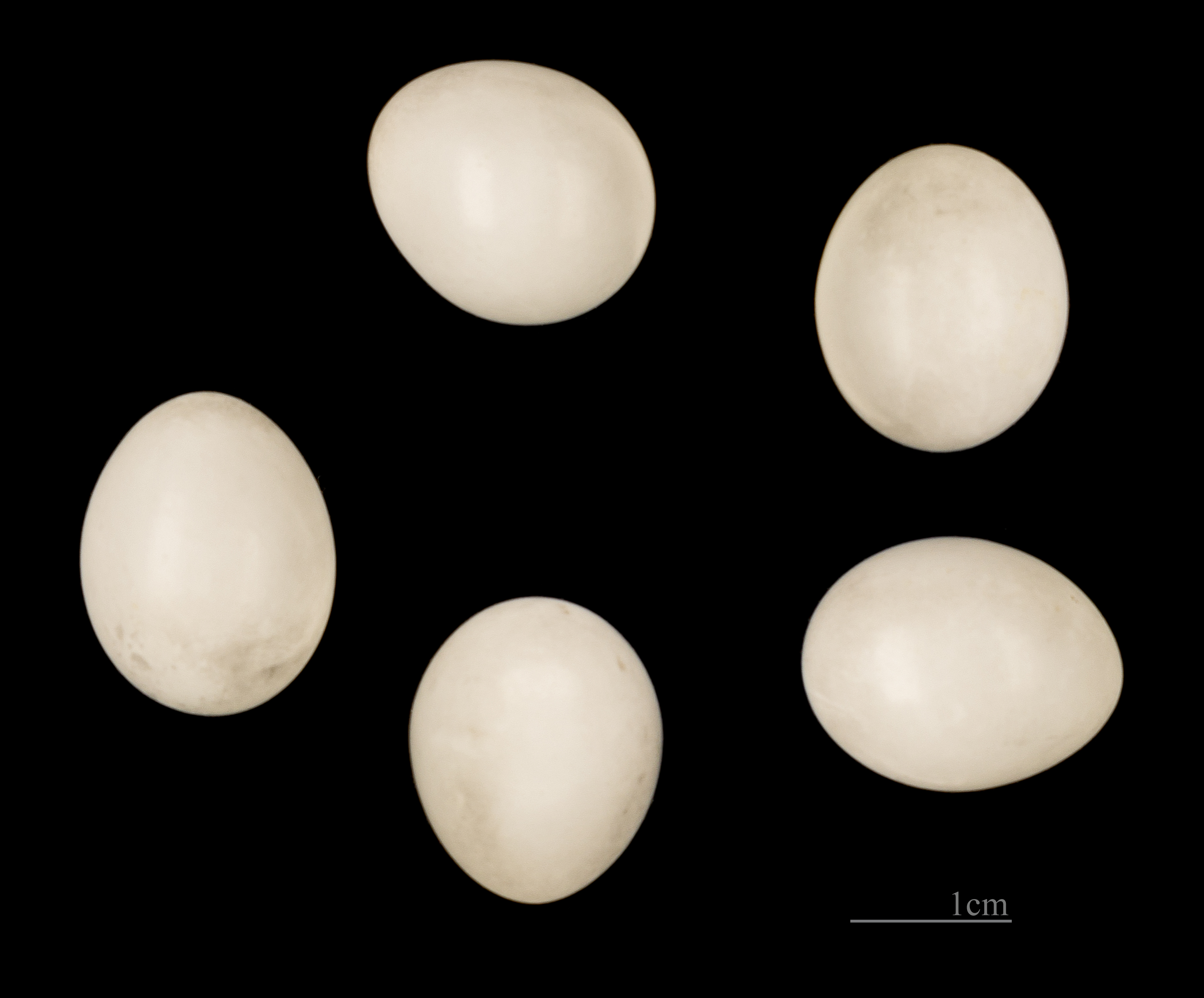